# Dodemansknop

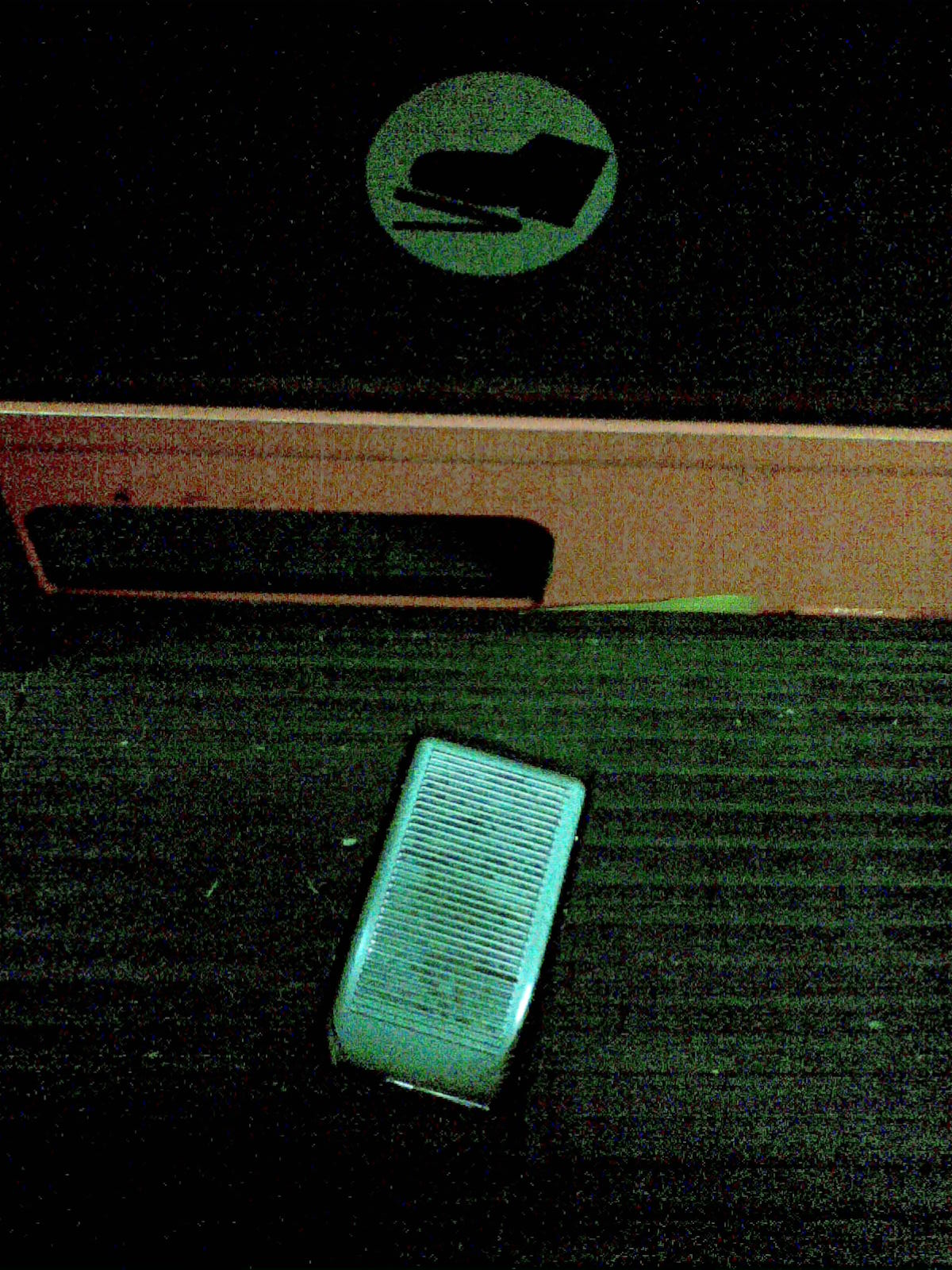
Dodemansknop op de bodem van een hoogbouwtruck

De dodemansknop is een schakelaar bij machines waar de aanwezigheid en aandacht van de bediener essentieel zijn voor de veiligheid. De knop zorgt ervoor dat de machine automatisch uitgeschakeld wordt als de (menselijke) besturing uitvalt, bijvoorbeeld als de bediener onwel wordt, plotseling sterft of van de machine valt. Bij een juiste technische uitvoering van de dodemansknop is het systeem fouttolerant.

## Trein
In treinen, metro's en sommige andere voertuigen moet de machinist constant kracht uitoefenen op de dodemansknop. Als de machinist de knop (of hefboom, pedaal, hendel of dergelijke) loslaat wordt automatisch de aandrijving uitgeschakeld. In oudere treinstellen was de dodemansknop een hefboom. Dat systeem is niet foolproof, want de machinist kon een tas aan de hefboom hangen, en daarmee voorbijgaan aan het doel van de hefboom. In sommige treinstellen is de dodemansknop uitgevoerd als een pedaal, maar het is al eens voorgekomen dat een machinist die een hartinfarct kreeg toch met zijn voet op het pedaal bleef drukken. In veel nieuwere treinstellen gebruikt men daarom een intermitterende dodemansknop, waar de treinbestuurder regelmatig de dodemansknop moet loslaten. Gebeurt dit niet, dan wordt automatisch een snelremming ingezet. Omdat het hier echter om intervallen van een minuut gaat, kan het gebeuren dat de trein nog geruime tijd doorrijdt voordat de snelremming wordt ingezet. De specifieke variant van dit systeem in Duitse treinen is de Sifa (Sicherheitsfahrschaltung).
In veel landen is het bij een defecte dodemansinrichting alleen toegestaan om de trein te besturen als er een tweede persoon in de cabine aanwezig is.

## Voertuigen in de logistiek
Een dodemansknop als die van de treinmachinist wordt gebruikt bij veel voertuigen in de logistiek, zoals in een hoogbouwtruck. Deze moet te allen tijde met één voet worden ingedrukt om het voertuig te besturen. Daarnaast dienen beide handen in contact te staan met het bedieningspaneel, wat gecontroleerd wordt door het voertuig enkel te laten werken wanneer aan beide zijden van het paneel minimaal één bedieningsknop of -hendel is ingedrukt. Bij nieuwere voertuigen worden ook wel warmtesensoren gebruikt voor deze controle.

## Motorboot
Bij snelle motorboten, jetski's, motorfietsen die in wedstrijden worden gebruikt en sneeuwscooters wordt de dodemansknop vervangen door een ontstekingsonderbreker die met een koord (dodemanskoord) aan de pols van de bestuurder is verbonden. Valt de bestuurder van de boot, dan trekt deze aan het koord, waardoor de motor stopt. Bij een boot is dat belangrijk om te verhinderen dat het stuurloze vaartuig schade aanricht en ook voor het leven van de bestuurder. In sommige landen, waaronder Nederland, is bij een snelle motorboot zo'n koord dan ook verplicht, behalve in een dichte stuurcabine.

## Kleine elektrische toestellen
De meeste elektrische handwerktuigen en keukentoestellen zijn voorzien van een dodemansknop (hoewel de term hier ongebruikelijk is): men moet de handbediende schakelaar ingedrukt houden om het toestel te doen werken. Veel van deze machines zijn van een aparte vergrendeling voorzien die de knop op zijn plaats kan houden, waarmee het veiligheidsdoel grotendeels tenietgedaan wordt.

## Motorfiets
De noodstopschakelaar (ontstekingsonderbreker) van motorfietsen om de motor snel uit te schakelen wordt soms ook een 'dodemansknop' genoemd. Dat is echter niet correct: deze schakelaar is eerder vergelijkbaar met de noodrem in een trein; de schakelaar moet bewust bediend te worden. Bij een ongeval kan de schakelaar worden gebruikt door omstanders of door de bestuurder zelf, als deze daartoe in staat is. De noodstopschakelaar was belangrijk bij motorfietsen waarbij carburateurs met gasschuiven gebruikt werden, omdat de snelheid in sommige gevallen niet meer te beheersen was als de gasschuiven in hun huis klemden. In dat geval was de schakelaar een middel om de motor snel af te zetten. Motorfietsen zijn vaak ook voorzien van een omvalbeveiliging, die de brandstoftoevoer of de ontsteking uitschakelt.